# طاووس هندی

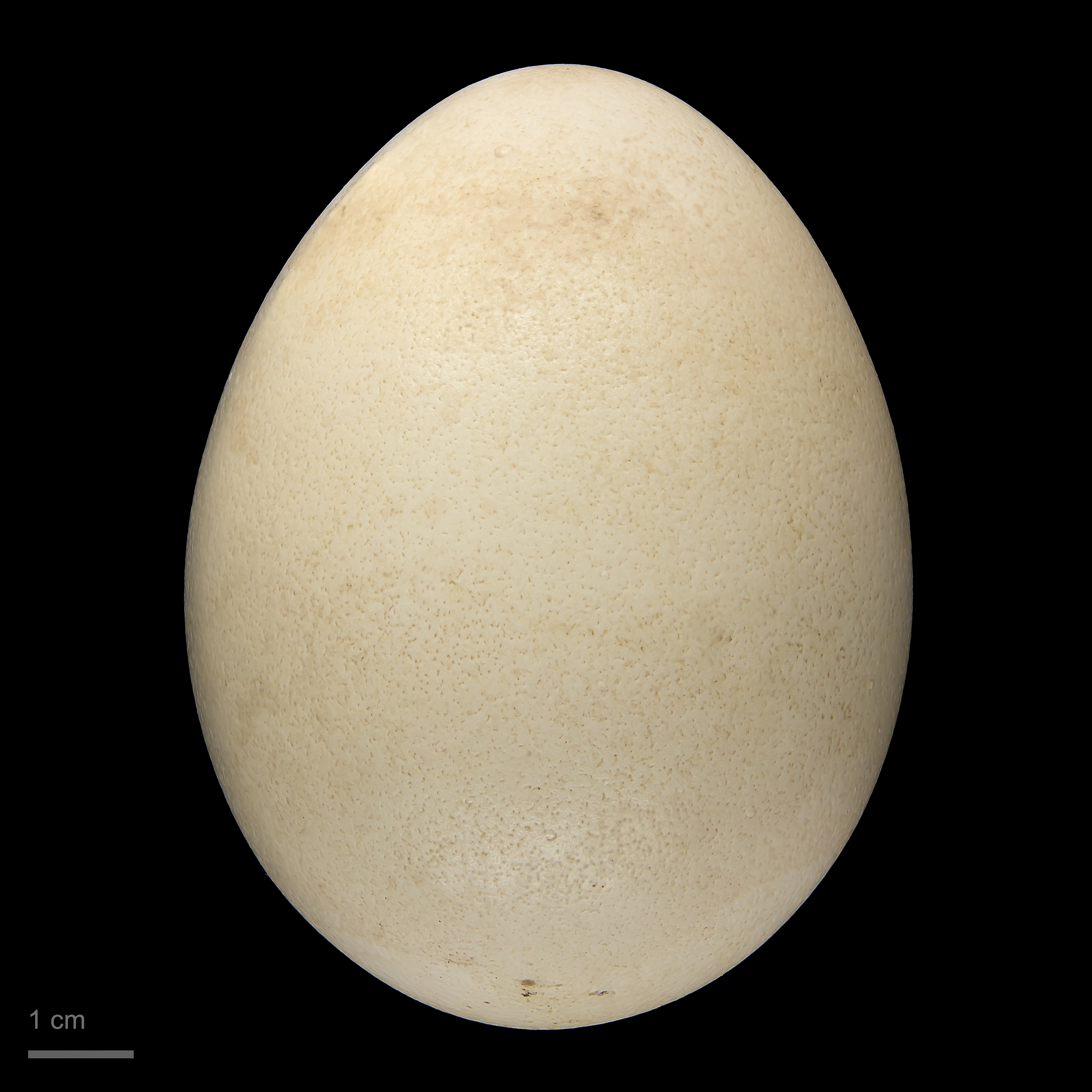
Pavo cristatus

طاووس هندی یا طاووس کاکلی (نام علمی: Pavo cristatus) یک پرنده رنگی و درخشان از دسته قرقاولیان می‌باشد که بیشتر در جنوب آسیا و هند دیده شده است.